# Lea Lexis
Lea Lexis, née Laura Stan le 18 février 1988 à Constanța, est une actrice roumaine de films pornographiques.

## Filmographie sélective
- 2007 : Evil Anal 4 (Evil Angel)
- 2008 : Maniac Show 1 (Mario Salieri Entertainment Group)
- 2009 : Be My First 2 (Digital Sin)
- 2010 : Belladonna: No Warning 5 (Evil Angel)
- 2011 : Belladonna: No Warning 6 (Evil Angel)
- 2012 : Orgy II : The XXX championship (Marc Dorcel)
- 2013 : Ass Party 4 (Evil Angel)
- 2014 : Lesbian Adventures: Strap-On Specialists 06 (Sweetheart Video)
- 2015 : Hot Nurse Spanked and Fucked by Crazed Lesbian Patient (Kink.com)
- 2016 : Lesbian Anonymous (Penthouse)
- 2017 : Girls Kissing Girls 20 (Sweetheart Video)
- 2018 : Girl Kush 3 (Emerald Triangle Girls)

### Distinctions
Récompenses
Nominations
- En 2011 : 
  - AVN Awards : 
    - Best Sex Scene in a Foreign-Shot Production in Movement, avec James Brossman et Nick Lang ;
    - Female Foreign Performer of the Year[Où ?] ;

  - XBIZ Award : Foreign Female Performer of the Year[Où ?] ;
- en 2013 : 
  - AVN Awards : 
    - Best Screenplay – Voracious: The First Season, avec John Stagliano et Brooklyn Lee ;
    - Best Art Direction and Best Special Effects - Voracious: The First Season (Evil Angel) ;
    - Best Sex Scene in a Foreign-Shot Production – In Anal Sluts We Trust 4, avec Nick Lang et Mugur ;
    - Best Supporting Actress – Voracious: The First Season ;
    - Best Tease Performance – Sexual Gymnastics ;
    - Best Three-Way Sex Scene (G/G/B) – Voracious: The First Season, avec Brooklyn Lee et Manuel Ferrara ;

  - XRCO Award : Unsung Siren[Quoi ?].